# Megophrys robusta
Espèce
Synonymes
- Megalophrys robusta Boulenger, 1908
- Xenophrys robusta (Boulenger, 1908)

Statut de conservation UICN

 DD  : Données insuffisantes
Megophrys robusta est une espèce d'amphibiens de la famille des Megophryidae.

## Répartition
Cette espèce se rencontre :
- dans l’extrême Est du Népal ;
- dans le nord-est de l'Inde dans les provinces du Bengale-Occidental, du Meghalaya, d'Assam, du Nagaland et d'Arunachal Pradesh.

## Publication originale
- Boulenger, 1908 : A revision of the Oriental pelobatid batrachians (genus Megalophrys). Proceedings of the Zoological Society of London, vol. 1908, p. 407–430 (texte intégral)